# الاجراف (المغاربة)

تعديل مصدري - تعديل

الاجراف محلة تابعة لقرية دهران، التابعة لعزلة المغاربة بمديرية مذيخرة إحدى مديريات محافظة إب في الجمهورية اليمنية، بلغ تعداد سكانها 55 حسب تعداد اليمن لعام 2004.